# Selección de fútbol sala de Curazao
La Selección de fútbol sala de Curazao es el equipo que representa al país en la Copa Mundial de fútbol sala de la FIFA y en el Campeonato de Futsal de Concacaf; y es controlado por la Federación de Fútbol de Curazao.

## Estadísticas

### Copa Mundial de Futsal FIFA
| Copa Mundial de fútbol sala de la FIFA | Copa Mundial de fútbol sala de la FIFA | Copa Mundial de fútbol sala de la FIFA | Copa Mundial de fútbol sala de la FIFA | Copa Mundial de fútbol sala de la FIFA | Copa Mundial de fútbol sala de la FIFA | Copa Mundial de fútbol sala de la FIFA | Copa Mundial de fútbol sala de la FIFA |
| Año                                    | Ronda                                  | J                                      | G                                      | E                                      | P                                      | GF                                     | GC                                     |
| Como Antillas Neerlandesas             | Como Antillas Neerlandesas             | Como Antillas Neerlandesas             | Como Antillas Neerlandesas             | Como Antillas Neerlandesas             | Como Antillas Neerlandesas             | Como Antillas Neerlandesas             | Como Antillas Neerlandesas             |
| -------------------------------------- | -------------------------------------- | -------------------------------------- | -------------------------------------- | -------------------------------------- | -------------------------------------- | -------------------------------------- | -------------------------------------- |
| 1989 - 1996                            | No participó                           | No participó                           | No participó                           | No participó                           | No participó                           | No participó                           | No participó                           |
| 2000                                   | No clasificó                           | No clasificó                           | No clasificó                           | No clasificó                           | No clasificó                           | No clasificó                           | No clasificó                           |
| 2004                                   | No clasificó                           | No clasificó                           | No clasificó                           | No clasificó                           | No clasificó                           | No clasificó                           | No clasificó                           |
| 2008                                   | No participó                           | No participó                           | No participó                           | No participó                           | No participó                           | No participó                           | No participó                           |
| Como Curazao                           |                                        |                                        |                                        |                                        |                                        |                                        |                                        |
| 2012                                   | No participó                           | No participó                           | No participó                           | No participó                           | No participó                           | No participó                           | No participó                           |
| 2016                                   | No clasificó                           | No clasificó                           | No clasificó                           | No clasificó                           | No clasificó                           | No clasificó                           | No clasificó                           |
| 2021                                   | Se retiró                              | Se retiró                              | Se retiró                              | Se retiró                              | Se retiró                              | Se retiró                              | Se retiró                              |
| Total                                  | 0/9                                    | -                                      | -                                      | -                                      | -                                      | -                                      | -                                      |

### Campeonato de Futsal de Concacaf
| Campeonato de Futsal de Concacaf | Campeonato de Futsal de Concacaf | Campeonato de Futsal de Concacaf | Campeonato de Futsal de Concacaf | Campeonato de Futsal de Concacaf | Campeonato de Futsal de Concacaf | Campeonato de Futsal de Concacaf | Campeonato de Futsal de Concacaf |
| Año                              | Ronda                            | J                                | G                                | E                                | P                                | GF                               | GC                               |
| Como Antillas Neerlandesas       | Como Antillas Neerlandesas       | Como Antillas Neerlandesas       | Como Antillas Neerlandesas       | Como Antillas Neerlandesas       | Como Antillas Neerlandesas       | Como Antillas Neerlandesas       | Como Antillas Neerlandesas       |
| -------------------------------- | -------------------------------- | -------------------------------- | -------------------------------- | -------------------------------- | -------------------------------- | -------------------------------- | -------------------------------- |
| 1996                             | No participó                     | No participó                     | No participó                     | No participó                     | No participó                     | No participó                     | No participó                     |
| 2000                             | Fase de grupos                   | 3                                | 1                                | 0                                | 2                                | 5                                | 11                               |
| 2004                             | No clasificó                     | No clasificó                     | No clasificó                     | No clasificó                     | No clasificó                     | No clasificó                     | No clasificó                     |
| 2008                             | No participó                     | No participó                     | No participó                     | No participó                     | No participó                     | No participó                     | No participó                     |
| Como Curazao                     |                                  |                                  |                                  |                                  |                                  |                                  |                                  |
| 2012                             | No participó                     | No participó                     | No participó                     | No participó                     | No participó                     | No participó                     | No participó                     |
| 2016                             | Fase de grupos                   | 3                                | 0                                | 1                                | 2                                | 8                                | 14                               |
| 2021                             | Se retiró                        | Se retiró                        | Se retiró                        | Se retiró                        | Se retiró                        | Se retiró                        | Se retiró                        |
| Total                            | 2/7                              | 6                                | 1                                | 1                                | 4                                | 13                               | 25                               |